# Lathrostizus euurae
Lathrostizus euurae är en stekelart som först beskrevs av William Harris Ashmead 1890.  Lathrostizus euurae ingår i släktet Lathrostizus och familjen brokparasitsteklar. Inga underarter finns listade i Catalogue of Life.